# Цукато, Николай Егорович
Николай Егорович Цукато (Николай Георгиевич Цукатто) (1794—1867) — граф, участник Кавказских походов, наказной атаман Оренбургского казачьего войска, генерал от кавалерии.
Сын генерала Егора Гавриловича, родился в 1794 г., вступил в службу в Атаманский полк войска Донского 12 мая 1807 г. и, имея от роду 15 лет, произведён был в хорунжие 17 августа 1809 г. В 1809—1810 гг. он был в походе в Молдавию и за участие в делах против турок под Расеватом получил орден св. Анны 4-й степени с надписью «за храбрость». В начале 1811 г. Цукато, по просьбе матери, был переведён в 7-й егерский полк прапорщиком, но числился в отпуску, а 23 марта 1812 г. переведён в Лейб-гвардии Финляндский полк и участвовал в сражениях Отечественной войны под Тарутином, Княжным, Малоярославцем и Красным, а также в заграничной кампании 1813—1814 гг.; за кампанию 1812 г. Цукато был награждён золотым оружием с надписью «За храбрость». При сформировании Лейб-гвардии Волынского полка в 1812 г. Цукато, в чине поручика, был переведён в этот полк, где уже через 13 месяцев получил чин капитана, а 17 января 1820 г. вышел в отставку с чином полковника, но уже в следующем году снова вступил в службу подполковником в Татарский уланский полк. В 1831 г., уже в чине полковника, Цукато был назначен командиром Волынского уланского полка, начальствуя которым принимал участие во многих делах против поляков, за что получил ордена св. Анны 2-й степени и св. Владимира 3-й степени.
31 марта 1835 г. Цукато назначен был комендантом в Анапу; в сентябре 1836 г. он разбил большие скопища черкесов, напавших на хлебные поля поселян близ Анапы, а в октябре того же года принимал участие в делах против горцев, состоя в отряде генерала Вельяминова. 6 декабря 1836 г. Цукато произведён был в генерал-майоры, в июле 1837 г. с отрядом Анапского гарнизона занял окрестные аулы, в наказание за неоднократные их нападения, а 23 сентября того же года принимал в Анапе Императора Николая Павловича, который остался весьма доволен найденным в крепости порядком. В декабре того же года Цукато по болезни взял продолжительный отпуск, а через два года вышел в отставку, но уже 22 февраля 1841 г. назначен атаманом Оренбургского казачьего войска. Состоя в этой должности, он получил в 1842 г. орден св. Станислава 1-й степени и св. Георгия 4-й степени за 25 лет службы в офицерских чинах (3 декабря, № 6690 по списку Григоровича — Степанова), в 1843 г. участвовал в усмирении беспорядков, возникших среди государственных крестьян Челябинского уезда, а в 1844 г. получил орден св. Анны 1-й степени.
11 апреля 1848 г. Цукато произведён был в генерал-лейтенанты, а 25 марта 1849 г. назначен состоящим при шефе жандармов. С 3 декабря 1850 г. по 1 января 1860 г. он был начальником 1-го округа Корпуса Жандармов, получив в 1854 г. орден св. Владимира 2-й степени, а в 1857 г. — орден Белого Орла. Зачисленный с 1 января 1860 г. по запасным войскам, Цукато 11 апреля 1861 г. был произведён в генералы от кавалерии и уволен от службы. Умер 20 апреля 1867 г., похоронен в Санкт-Петербурге на кладбище Новодевичьего монастыря.
Жена — Агния Яковлевна Савельева (1816—03.04.1860), скончалась от воспаления легких в Висбадене.